# Джурджевич, Вукашин
Ву́кашин Джу́рджевич (серб. Vukašin Đurđević / Вукашин Ђурђевић; 24 января 2004, Белград) — сербский футболист, защитник клуба «Партизан» и молодёжной сборной Сербии.

## Клубная карьера
Начал заниматься футболом в Младеноваце, в футбольной школе Ивицы Аврамовича. В 2015 году перешёл в «Рад» и прошёл все младшие категории с клубом, после чего в 2021 году подписал свой первый профессиональный контракт. За первую команду дебютировал в сезоне 2021/22 и за полтора года провел 30 игр в Первой лиге Сербии.
В начале 2023 года он подписал контракт с «Вождовацем». Дебютировал за клуб 12 марта того же года против клуба «Раднички» из Ниша в Суперлиге Сербии. Через две минуты, во время своего первого контакта с мячом, он забил третий гол «Вождоваца», принеся своей команде победу со счётом 3:2.
В середине июля 2024 года Джурджевич перешёл в столичный «Партизан», с которым подписал четырёхлетний контракт. Дебютировал в первом туре сезона 2024/25, когда отыграл все 90 минут матча с «Напредаком» из Крушеваца.

## Карьера в сборной
Джурджевич выступал за юношескую сборную Сербии до 15 лет на турнире Влатко Марковича, проходившем в Медулине в апреле 2019 года. В том же году со сборной до 16 лет участвовал в московском турнире «Путь звезды».
Он также выступал за сборную Сербии до 17 лет, за которую дебютировал в матче против Болгарии, но юношеский чемпионат Европы его года рождения был упразднён из-за пандемии COVID-19.
В сентябре 2022 года он дебютировал за сборную Сербии до 19 лет на Мемориальном турнире Стевана Вилотича Челе. Впоследствии он стал автором единственного гола Сербии в проигранном Израиле матча в элит-раунде квалификации чемпионата Европы. Сборная Сербии завершила квалификационный цикл, не пройдя в финальный турнир.